# Reinventare la fabbrica
Reinventare la fabbrica è un libro scritto da Roy Harmony e Leroy Peterson, che tocca l'argomento della trasformazione culturale e tecnica avvenuta nella gestione aziendale e delle fabbriche. Una delle cause è stato l'incremento della competizione industriale su scala locale e mondiale che ha costretto a rivedere i principi fondamentali sui quali si era basata l'organizzazione della produzione. La nuova conformazione degli obiettivi di efficienza, di flessibilità e di dinamicità ha portato a ricercare le unità basilari di produzione che secondo gli autori si possono definire "fabbriche nella fabbrica". Queste piccoli nuclei produttivi, garantiscono alti livelli di produttività, un migliore utilizzo delle risorse, una migliore adattabilità alle sempre più mutanti esigenze della produzione e del mercato.

## Edizioni
- Roy L.Harmony, Reinventare la fabbrica, Leroy D.Peterson, Idesi, Petrini Editore, 1991,  pp.383 , cap. 10.